# Ra (Fiji)
Ra é uma província das ilhas Fiji localizada na Divisão do Oeste. A principal cidade da província é Vaileka, com população de  3.361 de acordo com o censo de 1996.

## Distritos
A província inclui os seguintes distritos:
- Nalawa
- Nakorotubu
- Rakiraki
- Saivou